# Madame Satã
João Francisco dos Santos (Glória do Goitá, 25 de fevereiro de 1900 — Rio de Janeiro, 12 de abril de 1976), mais conhecido como Madame Satã, foi um transformista brasileiro, uma figura emblemática e uma das personagens mais representativas da vida noturna e marginal da Lapa carioca na primeira metade do século XX.
Nascido em Glória do Goitá, um município na Zona da Mata pernambucana, João Francisco mudou-se para a Lapa – que na época passava por um processo de transformação e gentrificação – aos treze anos, onde viveu como criança de rua até conseguir um emprego como vendedor ambulante de pratos e panelas de alumínio.
Foi em sua juventude na Lapa que João aprendeu a ser segurança, garçom, cozinheiro, capoeirista, vindo a ser posteriormente um criminoso. Porém, desde que conseguiu entrar para o teatro, João afastou-se da vida boêmia do bairro que tanto conhecia. Em uma noite de 1928, quando voltava do trabalho, João resolveu jantar em um boteco – local onde encontrou Alberto, um vigilante noturno. O transformista, após ser provocado pelo vigia, pegou uma pistola e atirou no guarda. João foi condenado e passou dois anos e três meses na prisão de Ilha Grande. Depois de ser preso, João deixou a carreira de artista e passou a viver na marginalidade.
Cerca de dois anos depois, João Francisco foi absolvido de sua pena ao alegar legítima defesa. Apesar da absolvição, a vida do transformista foi marcada por outros 29 processos – 3 homicídios, 13 agressões, 2 furtos, 3 desacatos, 4 resistências a prisão, 1 ultraje ao pudor e 1 porte de arma, entre outros. Nos processos em que foi indiciado, João foi condenado em dez, passando um total de 27 anos e 8 meses de sua vida, intercalados, na prisão. Com sua larga ficha criminal, João Francisco era um alvo fácil para os policiais.
A famosa alcunha, Madame Satã, foi atribuída a João Francisco apenas no carnaval de 1938. Neste ano, o transformista desfilou pela primeira vez, trajando uma fantasia dourada – inspirada num morcego típico de sua cidade natal. João garantiu o primeiro lugar do concurso e, após a festa terminar, ele e seus amigos foram levados para a delegacia. Porém, antes de serem soltos, o delegado exigiu saber o nome de cada suspeito. João recusou-se a falar e foi apelidado pelo delegado de Madame Satã, que o reconheceu como o vencedor do concurso.
Assumidamente homossexual, João Francisco casou-se com uma mulher aos 34 anos e, com Maria Faissal, criou e educou os seus seis filhos de criação. Em fevereiro de 1976, João foi encontrado internado em um hospital em Angra dos Reis, no sul fluminense. Dois meses depois, o transformista morreu, aos 76 anos, devido a um câncer pulmonar.

## Início de vida
Nascido em 1900, no interior de Pernambuco, João Francisco dos Santos é filho de Manuel Francisco dos Santos e Firmina Teresa da Conceição, ambos descendentes de africanos escravizados. O ano do nascimento de João Francisco é um mistério. De acordo com o registro civil, o nascimento do menino foi datado no ano de 1903, porém, naquela época, o registro não era garantia de exatidão. Devido a esse problema, Madame Satã adotou a data 25 de fevereiro de 1900 como a data efetiva de seu nascimento. Apesar das condições de vida adversas, a família – formada por mãe, pai e dezoito filhos – viveu bem durante alguns anos. Em 1907, o pai de João Francisco morreu, deixando a família em uma situação precária. Frente a esse cenário, Firmina Teresa, mãe do menino, decidiu trocar João por uma égua.
A troca foi feita e Laureano, o negociante de cavalos que havia conversado com Firmina Teresa, prometeu à mãe que daria casa e estudo para o menino. Apesar da promessa feita à senhora, Laureano colocou o menino para trabalhar em semiescravidão em sua fazenda. Um ano depois, em uma viagem até Itabaiana, na Paraíba, João conheceu Dona Felicidade, que convidou o menino a fugir da fazenda de Laureano. Em 1908, o menino e a senhora chegaram ao Rio de Janeiro, onde Dona Felicidade montou uma pensão, chamada Hotel Itabaiano. Após a abertura da pensão, o garoto começou a trabalhar para Dona Felicidade, quase como escravo. Cansado da vida que levava, João decidiu fugir do local e foi viver na Lapa, em 1913.
Inicialmente, João morou na rua e cometeu pequenos furtos, o que acarretou algumas prisões e surras da polícia. Anos depois, o menino começou a trabalhar como vendedor ambulante de pratos e panelas de alumínio a serviço de “Seu Bernardo”. Em 1916, quando o garoto tinha dezesseis anos, ocorreu a primeira gravação de um samba, chamado Pelo Telefone, e em 1918, João começou a trabalhar como garçom na Pensão da Lapa, uma casa de tolerância da época onde aprendeu também a cozinhar.
Em 1922, o sonho de ser artista começou a nascer dentro de Madame Satã – tudo por causa da companhia francesa Ba-ta-clan que passava uma temporada na cidade apresentando seu teatro de revista. Anos depois, o jovem começou a trabalhar como cozinheiro na Pensão do Cacete, local onde conheceu a atriz Sara Nobre, artista que o apresentou ao mundo do teatro.
Durante sua juventude, além de realizar trabalhos temporários, Madame Satã também conviveu com muitos malandros. Em 1923, o transformista já era conhecido como um malandro respeitado pelo seu soco de esquerda, cujo apelido era Caranguejo da Praia das Virtudes. Madame Satã havia sido treinado por Sete Coroas, um malandro e cafetão muito conhecido na Lapa, que foi o responsável por introduzi-lo ao mundo da malandragem e ensinar-lhe truques com a navalha. Satã conheceu Sete Coroas na Lapa, aos nove anos de idade. O malandro Sete Coroas, que foi considerado por Madame Satã como o maior dentre todos os malandros que ele conheceu, morreu em 1923, deixando Satã como seu substituto na Lapa e na Saúde.
No mesmo ano, Madame Satã começou a trabalhar como travesti-artista no espetáculo Loucos em Copacabana, assumindo a identidade de Mulata do Balacochê. Na época, o transformista se sentia muito realizado com a profissão, e desde que havia conseguido entrar para o teatro, Satã havia se afastado da vida boêmia da Lapa. Porém, em 1928, se meteu em uma briga, que acabou resultando na morte do vigilante noturno Alberto. Após o crime, Madame Satã foi condenado a 16 anos – essa prisão, especificamente, marca o fim da carreira artística do transformista.

## Prisões e vida no crime
Entre 1928 e 1965, Madame Satã passou 27 anos e 8 meses intercalados preso. O primeiro crime, que também marcou o fim da sua vida artística e o início da vida marginal do transformista, ocorreu em 1928. Na época, Satã trabalhava no espetáculo Loucos em Copacabana, interpretando a Mulata do Balacochê, e ao voltar do trabalho, decidiu jantar no boteco localizado no térreo do sobrado onde morava. No local, encontrou Alberto, um vigilante noturno, que provocou o artista por diversas vezes o chamando de "viado".
Na versão de Madame Satã, mesmo com o supercílio aberto por um golpe de cassetete desferido pelo vigia, o transformista decidiu ir para casa descansar. Porém, ao pensar na humilhação e na sua fama de malandro, voltou ao bar para resolver o conflito. Ao ser provocado novamente pelo vigia, sacou sua pistola e atirou no guarda, que caiu e bateu a cabeça na calçada, morrendo na esquina da Rua do Lavradio com a Avenida Mém de Sá, na Lapa. Como pena, foi condenado a 16 anos de prisão.
Cerca de dois anos e três meses depois, Satã foi absolvido ao alegar legítima defesa. De acordo com testemunhas, quem havia dado o primeiro golpe durante a briga havia sido Alberto. Além do assassinato do guarda, Madame Satã foi citado em outros 29 processos – 3 homicídios, 13 agressões, 2 furtos, 3 desacatos, 4 resistências a prisão, 1 ultraje ao pudor e 1 porte de arma, entre outros. Nos processos pelos quais foi indiciado, foi condenado em dez. Além disso, atribui-se a Madame Satã cerca de cem assassinatos e mais de três mil brigas.

### Década de 1930
Após sair da prisão, Madame Satã começou a trabalhar como uma espécie de vigia em bares e botequins. Em troca, o malandro recebia dinheiro, refeições e cafés. Além de proteger estabelecimentos, impedia que outros malandros e moleques de rua fossem perseguidos, e zelava para que meretrizes não fossem vítimas de agressão ou estupro. Mesmo trabalhando como vigia, sua rixa com a polícia não havia acabado. Depois do assassinato do guarda Alberto, muitas autoridades prometeram se vingar dele. O primeiro conflito depois de sua absolvição, em 1930, foi causado por uma emboscada preparada pelo irmão de Alberto. Porém, ao contrário do planejado pelo policial, Satã estava armado – o que resultou em um grande tiroteio, com Satã ferido no ombro e o outro na perna. No final, a briga não chamou atenção das autoridades e o transformista seguiu com sua vida na malandragem. Pouco tempo depois, um outro irmão de Alberto decidiu provocar Madame Satã e o proibir de entrar no Cabaré Pigalle, na Lapa. O transformista surrou o policial, foi preso em flagrante e condenado a dois anos de prisão por agredir um agente público.

### Década de 1940
No começo de 1940, pouco tempo depois de Madame Satã sair da prisão de Ilha Grande, foi preso novamente. Ele estava no Bar Canaã, quando um sargento do Exército disparou-lhe seis tiros, fugindo em seguida. Satã, que não foi atingido por nenhum dos tiros, foi atrás do sargento e feriu o agente com um corte nas nádegas. No entanto, negou ter ferido o sargento, e contou que este havia se cortado sozinho, ao se embrenhar em uma cerca de arame farpado. Pelo crime, o malandro passou quatro anos no presídio de Ilha Grande.
Quando saiu da prisão, Madame Satã decidiu mudar de vida, adotando a primeira de seus seis filhos adotivos, Ivonete, e abriu seu primeiro negócio próprio: uma lavanderia. Apesar das mudanças, continuou a receber ameaças. Pouco tempo depois, um senhor homossexual foi morto em uma rua perto do antigo Teatro República, no Rio de Janeiro, e a culpa recaiu sobre o malandro. Satã era inocente, mas acabou sendo torturado por três dias para que confessasse o crime e o paradeiro de seu cúmplice e passou mais dois dias preso na delegacia da Esplanada do Castelo.
Após o fechamento da lavanderia, Madame Satã abriu um novo negócio – uma pensão. No local, iria conseguir oferecer abrigo para as meretrizes e ainda conseguiria lucrar com isso. Porém, com o sucesso do pequeno hotel, a atenção da polícia se voltou novamente para ele. As autoridades acreditavam que a pensão, na verdade, seria um prostíbulo. Pouco tempo depois, o malandro foi chamado para depor, uma vez que estava sendo acusado de lenocínio, uma prática criminosa que consiste em explorar, estimular ou facilitar a prostituição. No interrogatório, o delegado deu um tapa em Satã, que revidou e apanhou ainda mais dos policiais presentes na delegacia. Apesar de absolvido da acusação de lenocínio, foi condenado a cumprir um ano e seis meses por agressão.
Ao sair da prisão, Satã arrumou mais uma confusão com a polícia, desta vez com o delegado Frota Aguiar. Na versão do malandro, o delegado Frota Aguiar o perseguia constantemente, e que, certa vez, ligou para o delegado a fim de negar as acusações que lhe eram feitas. Frota Aguiar respondeu que iria dar-lhe uma surra e joga-lo na cadeia. Enfurecido, Satã teria dito ao delegado: "Bem, eu vou falar com o senhor, já sabe que eu vou quebrar a sua cara". Foi então até a delegacia de polícia e nocauteou o delgado Frota Aguiar lá mesmo. Em seguida, apanhou quase até a morte e foi mais uma vez preso.
Com boa relação que mantinha com os outros presos e com a administração do presídio, Satã trabalhava como cozinheiro da prisão de Ilha Grande desde a sua primeira passagem. Em 1943 o malandro decidiu realizar sua primeira fuga. Ele e outros dois presos, Pepe e Americano, se atiraram no mar e nadaram até a praia do Leblon. Exausto pela travessia, Madame Satã acabou sendo capturado e voltou para a cadeia, de onde saiu em 1946 sem cumprir toda a sentença.
No mesmo ano, Madame Satã brigou com doze soldados da aeronáutica por dinheiro. A versão registrada na Delegacia de Costumes, foi que ele chegou a um prostíbulo para defender sua amiga Nilsa de um grupo de militares. De acordo com a meretriz, os soldados realizaram o programa e, no final, não quiseram pagar pelos serviços prestados – o que a obrigou a chamar Satã para ajudá-la a convencer os homens a pagarem. Os soldados não gostaram da presença dele e a pancadaria começou, com Satã saindo em desvantagem. Ciente de que apanharia, levou a briga até a Taberna da Glória, onde utilizou cadeiras, mesas, garrafas e até uma navalha contra os homens. A briga terminou com a chegada da patrulha, que o prendeu. Ao chegar na delegacia e explicar o ocorrido, ele foi liberado. Porém, a confusão chamou a atenção do novo titular da Delegacia dos Costumes, que mandou chamar Madame Satã. Na conversa, conta-se que o delegado foi rude com o transformista, que reagiu desferindo socos contra o policial. O resultado foi mais uma prisão, e desta vez a pena foi de dezenove meses em Ilha Grande.
Depois de cumprir a pena, Satã muda-se para São Paulo e acaba sendo preso mais uma vez por atirar em um policial. Por mais este crime, passou treze meses na prisão e foi obrigado a assinar um termo de compromisso, afirmando que não voltaria ao estado nos próximos dez anos.

### Década de 1950
Aos cinquenta anos de idade, ele retornou para o Rio de Janeiro e começou a viver uma rotina mais tranquila. Nessa época, havia um novo teatro na cidade e Madame Satã decidiu fazer o teste para participar do primeiro espetáculo – ele conseguiu e passou a imitar Carmen Miranda na peça. Ao término da temporada, o empresário decidiu viajar com a peça para São Paulo. Como havia sido expulso da cidade, Satã não quis acompanhá-los a princípio, mas mudou de ideia e decidiu arriscar. Ao chegar na capital, a peça – que até então estava sendo apresentada apenas no interior do estado – chamou a atenção da polícia, que mandou buscar o transformista e despachá-lo para o Rio de Janeiro.
Ainda em 1950 é novamente preso, acusado de receptação, e condenado a quatro anos e seis meses de prisão. Enquanto cumpria a pena, foi acusado de outros dois crimes: furto e rixa, que resultaram em mais dois anos e oito meses e um mês e qunze dias, respectivamente. Inicialmente, foi enviado para o Presídio do Distrito Federal e depois transferido para a Penitenciária Central do Distrito Federal e, pouco tempo depois, para Ilha Grande. Em 1955, foi preso novamente, acusado de suadouro, um golpe aplicado por garotos ou garotas de programa para roubar seus clientes, lenocínio e furto. No total, o transformista foi condenado a pouco mais de sete anos de prisão. Porém, devido a uma falha no sistema carcerário, acabou permanecendo em Ilha Grande por mais dois anos após o cumprimento da pena.
O ano de 1955 também foi marcado na vida de Satã por outro grande acontecimento: a briga e morte de Geraldo Pereira, um sambista brasileiro muito conhecido nas décadas de 1940 e 1950. Essa história, em especial, é contada em duas versões – a de Satã e a de Raul Moreno, um amigo de Pereira. Satã contava que estava tomando um chope no bar Capela, na Lapa, quando Geraldo chegou ao bar, acompanhado de uma mulher, e sentou-se a uma mesa próxima, pedindo dois chopes. Após tomar alguns goles, Geraldo teria insistido que os dois deveriam trocar de chopes, tomando para si o copo de Satã, que teria protestado, avisando a Geraldo que aquele copo era seu. Após Madame Satã pegar o seu copo de volta, trazendo-o para a sua mesa, Geraldo o teria xingando, chamando-o para uma briga. Madame Satã conta então que deu apenas um soco no sambista que, ao cair, teria batido com a cabeça no meio-fio. Segundo Satã, Geraldo Pereira foi levado para o hospital ainda vivo, e a sua morte teria acontecido em decorrência da negligência dos médicos que o atenderam. Por outro lado, Raul Moreno conta outra versão, afirmando que estava acompanhando Geraldo e a mulher naquela noite. Segundo ele, Pereira jogou o copo de bebida de Satã no lixo três vezes e o malandro desferiu socos no sambista até ele se acalmar. Outras pessoas, no entanto, também afirmam que o artista sofria com outros problemas de saúde, o que leva a crer que a briga com Satã não foi a causa oficial da morte. Na época, laudos médicos inocentaram o malandro, alegando que a causa do óbito havia sido um derrame cerebral e/ou hemorragia intestinal. Apesar das alegações, a lenda de que Madame Satã havia matado um homem com apenas um soco se espalhou rapidamente, aumentando ainda mais a fama do malandro.
Devido a todas essas prisões, o malandro fora muito respeitado nos presídios, principalmente em Ilha Grande. A administração e direção das cadeias, além dos funcionários dos locais, o descreviam como "um preso tranquilo", que não arranjava nenhuma briga e que era até mesmo uma espécie de líder na prisão. Já os companheiros de cárcere, por conhecer sua valentia e fama, optavam por respeitá-lo.

## O surgimento de Madame Satã
No ano de 1938, João Francisco foi convencido a participar de um concurso de fantasia no baile de carnaval promovido pelo bloco Caçadores de Veados no Teatro República. Na época, o concurso era muito famoso – atraía turistas do Brasil e do mundo, oferecia oportunidades de trabalho para os transformistas e cedia bons prêmios a quem concorresse. Inspirada em um morcego do Nordeste do país, mais especificamente da região de Glória de Goitá, João Francisco ganhou o primeiro prêmio do concurso: um rádio e um tapete de mesa.
Dias depois, o transformista e seus amigos foram presos no Passeio Público, um parque famoso no Rio de Janeiro por ser um ponto de encontro de homossexuais. Na hora de registrar a ocorrência, o delegado pediu que João falasse seu apelido – mas ele afirmou que não tinha nenhum e se recusou a contar seu nome verdadeiro. Porém, o oficial reconheceu o malandro como o vencedor do concurso do Teatro da República. Associando a fantasia com o filme “Madam Satan”, de Cecil B. de Mille, que havia sido recentemente lançado no Brasil, o delegado decidiu apelidar João Francisco dos Santos de Madame Satã.
Depois de serem soltos, os amigos de João espelharam a história pela cidade – inicialmente, João não gostava do apelido, mas se conformou aos poucos. Em pouco tempo, Madame Satã já era uma lenda no Rio de Janeiro. O apelido se espalhou tão rápido que inúmeros transformistas tentaram se batizar de Madame Satã, mas o próprio João zelava muito pela sua reputação e protegia o apelido.

### Vida artística
Em 1922, ao assistir um espetáculo do teatro de revista da companhia francesa Ba-ta-clan, João Francisco começou a alimentar o sonho de ser artista. Anos antes, em 1916, ele já havia participado de uma gravação do samba "Pelo Telefone", mas a primeira aparição do transformista no teatro só foi datada em 1928. Na época, Madame Satã trabalhava no teatro Casa de Caboclo, na praça Tiradentes, interpretando a Mulata do Balacochê no espetáculo Loucos em Copacabana. Apesar do sucesso que a personagem fazia, a primeira parte de sua vida artística não durou muito, uma vez que neste mesmo ano ele acabou sendo preso acusado de assassinar um vigia noturno.

Madame Satã na Boite Cafona´s.

A vida de Madame Satã foi marcada por idas e vindas para a prisão, fato que o obrigou a abandonar a vida artística. Porém, na década de 1950, o transformista se aventura novamente no teatro. Após ser expulso de São Paulo por ter atirado em um policial, Satã soube que um empresário, chamado Najar, estava abrindo um novo teatro na cidade e selecionando artistas para sua primeira temporada. Como a vida de artista de Satã tinha sido curta, o malandro decidiu fazer o teste para um importante papel na peça. Passada a seleção, ele acabou conseguindo o papel e passou a imitar Carmen Miranda no espetáculo. A temporada acabou e o empresário decidiu viajar com a peça para São Paulo. Inicialmente, devido ao termo de compromisso assinado com o estado, Madame Satã não queria ir, mas decidiu arriscar. No começo, a peça estava em cartaz apenas no interior do estado, mas tempos depois passou a ser apresentada na capital. O sucesso do espetáculo chamou a atenção da polícia, que mandou buscar um de seus artistas principais, Madame Satã, e o despachou de volta para o Rio de Janeiro. Essa prisão, especificamente, marcou o fim da carreira do transformista no teatro.
Anos mais tarde, após deixar a prisão pela última vez, a imitação de Madame Satã da cantora Carmem Miranda virou show na boate Cafona’s. Em 1975, Madame Satã atuou no musical Lampião no Inferno, escrito por Jairo Lima, e dirigido por Luiz Mendonça, onde interpretou o papel do próprio Satanás, contracenando com Elba Ramalho, Tânia Alves e Joel Barcelos. Luiz Mendonça convidou Madame Satã para fazer parte da peça pois acreditava que ele era “uma personalidade muito próxima de Lampião”, e que fosse “o Lampião urbano”. A peça estreou em 9 de janeiro de 1975, no Teatro Miguel Lemos.

## Vida amorosa e família
Assumidamente homossexual, Madame Satã iniciou sua vida sexual quando tinha 13 anos – na época, meretrizes conhecidas do transformista organizavam bacanais e, desde jovem, Satã marcava presença. Nesses bacanais, o jovem teve experiências heterossexuais e homossexuais, mas afirma que gostava “mais de ser bicha e por isso sou bicha”, disse ele em seu livro de memórias. Apesar de ter vivido em épocas conturbadas da história brasileira, Satã não fazia nenhuma questão de esconder sua orientação sexual. Quando perguntando se era homossexual, em entrevista concedida ao jornal O Pasquim, em 1971, Satã respondeu categoricamente: "Sempre fui, sou e serei".
A relação mais expressiva de Satã, antes de seu casamento, foi com Brancura, um malandro e cafetão conhecido na Lapa, considerado o grande amor da vida do transformista. Juntos, os dois viveram felizes durante quase dois anos. Porém, o malandro se apaixonou por uma mulher, fugiu do Rio de Janeiro para se casar com ela e abandonou Satã. Movido pelo ciúme, o transformista foi para Aquidauana, no Mato Grosso do Sul, para matar o casal, mas não encontrou os dois. Dois anos depois do desaparecimento de Brancura, ele reaparece e retoma a amizade com Satã.
Aos 34 anos, Madame Satã casou-se com Maria Faissal e, com ela, criou e educou os seus seis filhos de criação. A primeira dos filhos a ser adotada foi Ivonete, uma criança de rua que Satã pegou para criar logo após sair da prisão de Ilha Grande.

## Fim da vida
Após sair de sua última prisão, em 1965, Satã decidiu abandonar a Lapa e permanecer em Ilha Grande, indo morar na Vila do Abraão. Buscou então levar uma vida mais sossegada, distante da perseguição policial e da agitação de outrora. Nessa época, ele trabalhava como cozinheiro em casas de família e até mesmo fazia faxinas nas casas de ex-policiais e funcionários. Sete anos depois, em 1971, Satã concedeu uma polêmica entrevista ao jornal O Pasquim, já aos 71 anos de idade. Após o sucesso da entrevista, que trouxe detalhes da história de vida do malandro, Satã publicou seu primeiro livro de memórias pela Editora Lidador, o Memórias de Madame Satã. Escrito por Sylvan Paezzo, o livro foi publicado em 1972. Nessa época, Madame Satã voltou a fazer parte de peças de teatro e shows, mas um pouco tempo depois retornou para Ilha Grande. Em 1974 foi lançado o filme Rainha Diaba, que conta a vida de um transformista marginal, interpretado por Milton Gonçalves, livremente inspirado em Madame Satã.
Porém, em fevereiro de 1976, Madame Satã foi encontrado internado em um hospital em Angra dos Reis, um município situado no sul do Rio de Janeiro. Internado como indigente, Jaguar - um cartunista e jornalista do O Pasquim - resgatou o amigo em Ilha Grande e o transferiu para um hospital na Zona Sul do Rio de Janeiro, no bairro de Ipanema. Mesmo com o tratamento adequado, Satã morreu após ter complicações de um câncer no pulmão. Apesar da versão oficial afirmar que o transformista morreu devido a um câncer pulmonar, Jaguar concedeu diversas entrevistas afirmando que ele havia morrido de Aids. “Quando cheguei ele estava com 47 quilos, metade de seu peso normal. Naquele tempo, em 76, não se falava ainda disso, mas tenho certeza de que ele morreu foi de Aids", disse Jaguar em entrevista ao jornal O Estado de São Paulo.
No dia 14 de abril de 1976, Madame Satã foi enterrado na Ilha Grande. Apesar da fama, a notícia de sua morte não foi muito noticiada no Rio de Janeiro – já em São Paulo, a morte de Satã saiu na primeira página da Folha Ilustrada da Folha de S. Paulo. Outro lugar de destaque que a morte de Madame Satã ganhou foi no jornal O Pasquim, que publicou uma outra entrevista com o malandro, além de fotos e depoimentos de pessoas próximas ao transformista. Em sua missa de sétimo dia, em Ilha Grande, figuras conhecidas como Jaguar, Joel Barcelos e Elmar Machado se juntaram a familiares e conhecidos de Satã para lamentar a morte do transformista. A biografia de João Francisco dos Santos normalmente não é conhecida mas sua alcunha Madame Satã e diversas histórias associadas a ele circulam até hoje por todo o país.